# Canton du Moule-2
Le canton du Moule-2 est une ancienne division administrative française, située dans le département de la Guadeloupe et la région Guadeloupe.

## Composition
Le canton du Moule-2 comprenait une fraction de commune :
- Le Moule, fraction de commune

## Administration
| Période                                                 | Période | Identité         | Étiquette    | Qualité                                                                                          |
| ------------------------------------------------------- | ------- | ---------------- | ------------ | ------------------------------------------------------------------------------------------------ |
| 1945                                                    | ?       | Hégésippe Ibéné  | PCG          | Avocat à la Cour d'Appel                                                                         |
| 1955                                                    | 1967    | Xavier Galleron  | PCG          | Maire du Moule (1962-1965)                                                                       |
| 1967                                                    | 1973    | M. Ludger        | DVG          |                                                                                                  |
| 1973                                                    | 1992    | Henri Beaujean   | DVD puis RPR | Médecin Maire du Moule (1977-1989) Député (1986-1988)                                            |
| 1992                                                    | 1998    | Guy Beaubois     | DVG          | Médecin                                                                                          |
| 1998                                                    | 2004    | Jean Anzala      | DVD          | Cadre                                                                                            |
| 2004                                                    | 2011    | Christian Couchy | FGPS         | Cadre à Air France Conseiller municipal du Moule                                                 |
| 2011                                                    | 2015    | Justine Benin    | DVD          | Cadre à Pôle emploi Conseillère municipale du Moule Élue en 2015 dans le nouveau canton du Moule |
| Les données antérieures ne sont pas encore mentionnées. |         |                  |              |                                                                                                  |